# 茉奈 佳奈
茉奈 佳奈（まな かな）は、三倉茉奈と三倉佳奈の2人による日本の音楽グループ。所属事務所はキューブ、所属レコード会社はユニバーサルミュージック。代表曲は「いのちの歌」。
本項では、ManaKana（マナカナ）についても記述する。

## 略歴

### ManaKanaとして
三倉茉奈と三倉佳奈がヒロインの幼少期を演じたNHK連続テレビ小説『ふたりっ子』放送中の1997年3月に、劇中歌「二千一夜のミュウ」でManaKanaとして日本コロムビアよりCDデビューを果たした。
その後1998年5月にかけて、アニメ『ちびまる子ちゃん』オープニングテーマ「おどるポンポコリン」や同エンディングテーマ「じゃがバタコーンさん」などCD4タイトルをリリースした。

### 茉奈 佳奈として
2006年2月18日放送の日本テレビ系オーディション番組『歌スタ!!』の有名人スペシャル版『歌スタ!! めざせメジャーデビュー! 各界のど自慢ガチンコSP』へ出演し一青窈の「もらい泣き」を歌って合格したのをきっかけに、ウタイビトハンターthree tight b（shinya、H(eichi)）のプロデュースにより、アーティスト名茉奈 佳奈として2007年1月31日発売のファーストシングル「二月のわた雪」でユニバーサルミュージックよりメジャーデビューし、本格的に音楽活動を開始した。
2007年9月にはセカンドシングル「Fighting Girl」、2008年1月にはサードシングル「泣いて笑って」をリリース。2007年12月には東京・渋谷にて初のライブとなるクリスマスライブを開催、2008年1月には卒業を控えた関西学院大学のキャンパス内にて卒業ライブを開催した。
茉奈と佳奈がヒロインを務めたNHK連続テレビ小説『だんだん』放送中の2009年1月には、「赤いスイートピー」「M」など劇中でカバーした楽曲を中心に「茉奈 佳奈に歌ってほしい!あなたのリクエスト」として一般募集した楽曲を加えた、茉奈 佳奈初のアルバムとなるカバーアルバム『ふたりうた』を発売。翌2月には『だんだん』劇中歌の「いのちの歌」をシングルリリースしてオリコン最高位18位を記録するロングヒットとなった。
2009年から2010年にかけて『ふたりうた2』（2009年8月）、『ふたりうた3』（2010年3月）の2枚のカバーアルバムと5枚目のシングル「Mother」（2010年4月）を発売。また、2009年9月には渋谷・オーチャードホールにて本格的なホールコンサートを、2010年の6月から7月にかけては全国8都市にて初の全国ツアーとなる『茉奈 佳奈 1st LIVE TOUR「ふたりうた2010」〜はじめてツアーやります!!〜』を開催した。
「芸能活動15年、音楽活動5年、生誕25年」のトリプルアニバーサリーイヤーとなる翌2011年には、2月の25歳の誕生日にあわせて6枚目のシングル「夢の画用紙」を発売、Kiroroの玉城千春が曲と1番のみの歌詞を提供し茉奈と佳奈の2人で2番以降の歌詞を初めて作詞した。また同4月には初のオリジナルアルバムとなる『Sweet Home』を発売、茉奈と佳奈がそれぞれ初めて単独で作詞した楽曲も収録された。
2017年7月には、他の仕事や佳奈の出産・育児などの影響で途絶えていた単独ライブを約6年ぶりに開催した。

## 作品

### シングル
「ManaKana」名義
| No. | リリース                    | タイトル・曲名                                  | タイトル・曲名                                  | 作詞                                            | 作曲                                            | 編曲                                                             | 詳細                                                                                   |
| --- | --------------------------- | ----------------------------------------------- | ----------------------------------------------- | ----------------------------------------------- | ----------------------------------------------- | ---------------------------------------------------------------- | -------------------------------------------------------------------------------------- |
| 1   | 1997年 （平成9年） 3月20日  | 二千一夜のミュウ                                | 二千一夜のミュウ                                | 二千一夜のミュウ                                | 二千一夜のミュウ                                | 二千一夜のミュウ                                                 | 発売元：日本コロムビア オリコン89位、CDTV91位                                          |
| 1   | 1997年 （平成9年） 3月20日  |                                                 | 二千一夜のミュウ                                | 麻生圭子                                        | 梅林茂                                          | 深沢順                                                           | NHK朝の連続テレビ小説『ふたりっ子』挿入歌                                              |
| 1   | 1997年 （平成9年） 3月20日  | アップトゥミー                                  | 友利歩未                                        | 松本俊明                                        | 林有三                                          |                                                                  |                                                                                        |
| 2   | 1997年 （平成9年） 8月21日  | アップトゥミー                                  | アップトゥミー                                  | アップトゥミー                                  | アップトゥミー                                  | アップトゥミー                                                   | 発売元：日本コロムビア                                                                 |
| 2   | 1997年 （平成9年） 8月21日  |                                                 | アップトゥミー                                  | 友利歩未                                        | 松本俊明                                        | 林有三                                                           | テレビ東京『64マリオスタジアム』エンディングテーマ                                     |
| 3   | 1998年 （平成10年） 7月1日  | おどるポンポコリン                              | おどるポンポコリン                              | おどるポンポコリン                              | おどるポンポコリン                              | おどるポンポコリン                                               | ManaKana&泉谷しげる名義 発売元：日本コロムビア                                         |
| 3   | 1998年 （平成10年） 7月1日  |                                                 | おどるポンポコリン                              | さくらももこ                                    | 織田哲郎                                        | 佐橋俊彦                                                         | B.B.クィーンズ版のカバー フジテレビ系アニメ『ちびまる子ちゃん』5代目オープニングテーマ |
| 3   | 1998年 （平成10年） 7月1日  | ちびまる子音頭                                  | さくらももこ                                    | 佐橋俊彦                                        | 佐橋俊彦                                        | フジテレビ系アニメ『ちびまる子ちゃん』期間限定エンディングテーマ |                                                                                        |
| 4   | 1998年 （平成10年） 7月1日  | じゃがバタコーンさん                            | じゃがバタコーンさん                            | じゃがバタコーンさん                            | じゃがバタコーンさん                            | じゃがバタコーンさん                                             | 発売元：日本コロムビア                                                                 |
| 4   | 1998年 （平成10年） 7月1日  |                                                 | じゃがバタコーンさん                            | さくらももこ                                    | さくらももこ 補作:小山田圭吾                    | 小山田圭吾                                                       | フジテレビ系アニメ『ちびまる子ちゃん』6代目エンディングテーマ                          |
| 5   | 1998年 （平成10年） 7月18日 | ちびまる子ちゃん<CDコロちゃん/コロちゃんパック> | ちびまる子ちゃん<CDコロちゃん/コロちゃんパック> | ちびまる子ちゃん<CDコロちゃん/コロちゃんパック> | ちびまる子ちゃん<CDコロちゃん/コロちゃんパック> | ちびまる子ちゃん<CDコロちゃん/コロちゃんパック>                  | 発売元：日本コロムビア                                                                 |
| 5   | 1998年 （平成10年） 7月18日 |                                                 | おどるポンポコリン                              | さくらももこ                                    | 織田哲郎                                        | 佐橋俊彦                                                         |                                                                                        |
| 5   | 1998年 （平成10年） 7月18日 | ちびまる子音頭                                  | さくらももこ                                    | 佐橋俊彦                                        | 佐橋俊彦                                        |                                                                  |                                                                                        |
| 5   | 1998年 （平成10年） 7月18日 | じゃがバタコーンさん                            | さくらももこ                                    | さくらももこ                                    | 小山田圭吾                                      |                                                                  |                                                                                        |

「茉奈 佳奈」名義
| No. | リリース                    | タイトル・曲名                              | タイトル・曲名 | 作詞                       | 作曲                     | 編曲 | 詳細 |
| --- | --------------------------- | ------------------------------------------- | -------------- | -------------------------- | ------------------------ | --- | --- |
| 1   | 2007年 （平成19年） 1月31日 | 二月のわた雪                                | 二月のわた雪   | 二月のわた雪               | 二月のわた雪             | 二月のわた雪 | 発売元：ユニバーサルミュージック、オリコン48位 |
| 1   | 2007年 （平成19年） 1月31日 |                                             | 二月のわた雪   | H （three tight b）        | 新屋豊 （three tight b） | 新屋"チョッチョリーナ"豊 | 日本テレビ系「歌スタ!!」2月度オープニングテーマ ABCテレビ「ビーバップ!ハイヒール」1・2月度エンディングテーマ テレビ愛知「遊びに行こっ!」エンディングテーマ NTTドコモ東北秋田キャンペーンソング&キャラクター 熊本県民テレビ「テレビタミン」2月エンディングテーマ |
| 1   | 2007年 （平成19年） 1月31日 | 夕星（ゆうつづ）                            | H              | 新屋豊                     | 新屋"チョッチョリーナ"豊 | | |
| 2   | 2007年 （平成19年） 9月19日 | Fighting Girl                               | Fighting Girl  | Fighting Girl              | Fighting Girl            | Fighting Girl | 発売元：ユニバーサルミュージック、オリコン54位 |
| 2   | 2007年 （平成19年） 9月19日 |                                             | Fighting Girl  | MIZUE                      | H                        | 市川淳 | 日本テレビ「歌スタ!!」9月度オープニングテーマ ABCテレビ「ビーバップ!ハイヒール」9月度エンディングテーマ テレビ愛知「遊びに行こっ！」挿入歌・エンディングテーマ 日本テレビ「ぶっコギ!」9月度エンディングテーマ テレビ神奈川「パペットマペットのサイエンスでしょ!?」エンディングテーマ LinQがファーストアルバム『Love in Qushu 〜LinQ 第一楽章〜』（2012年4月18日発売）の中でカバー（但し、茉奈 佳奈版とは歌詞及び旋律の一部が異なる） |
| 2   | 2007年 （平成19年） 9月19日 | やじるし                                    | 松井五郎       | 崎谷健次郎                 | 新屋豊                   | テレビ愛知「遊びに行こっ!」エンディングテーマ                                                                                | |
| 2   | 2007年 （平成19年） 9月19日 | ありがとう                                  | 新屋豊         | 新屋豊                     | 新屋豊                   | テレビ愛知「遊びに行こっ!」エンディングテーマ                                                                                | |
| 3   | 2008年 （平成20年） 1月30日 | 泣いて笑って                                | 泣いて笑って   | 泣いて笑って               | 泣いて笑って             | 泣いて笑って | 発売元：ユニバーサルミュージック、オリコン80位 |
| 3   | 2008年 （平成20年） 1月30日 |                                             | 泣いて笑って   | 荘野ジュリ                 | 新屋豊                   | 華原大輔 | テレビ愛知「遊びに行こっ!」エンディングテーマ 日本テレビ「カイブツ」2月エンディングテーマ 日本テレビ「日テレ7」2月エンディングテーマ |
| 3   | 2008年 （平成20年） 1月30日 | Hello My Days                               | FLAT5th Rico   | REO                        | REO                      | テレビ愛知「遊びに行こっ！」挿入歌                                                                                           | |
| 3   | 2008年 （平成20年） 1月30日 | 卒業                                        | 秋元康         | 林哲司                     | 新屋豊                   | 菊池桃子「卒業-GRADUATION-」（1985年）のカバー テレビ愛知「遊びに行こっ!」最終回（2008年3月29日）、 傑作選エンディングテーマ | |
| 4   | 2009年 （平成21年） 2月18日 | いのちの歌                                  | いのちの歌     | いのちの歌                 | いのちの歌               | いのちの歌 | 発売元：ユニバーサルミュージック、オリコン18位 通常盤とDVD付きの初回盤が存在する 2009年2月22日に出雲大社東京分祠にてファンと共にヒット祈願を行い、ライブも行った。同所でのライブは史上初。 |
| 4   | 2009年 （平成21年） 2月18日 |                                             | いのちの歌     | Miyabi                     | 村松崇継                 | 前嶋康明 | 茉奈 佳奈バージョン NHK 連続テレビ小説「だんだん」劇中歌 日本テレビ「歌スタ!!」8月度オープニングテーマ 「いのちの歌」の原曲「Mother」は作曲者の村松崇継がドラマ「だんだん」の撮影に同行し、そのシーンに感動して作曲したものである。それは、田島めぐみの京都での下宿先について育ての母・嘉子がめぐみのことだけを思い、産みの親・一条真喜子の元へ送り出すことを申し出たシーン（第24話）であり「嘉子を救ってあげたいという想いも込めて作った」とのことである[20] 作詞のMiyabiは竹内まりやのペンネームである。「だんだん」の中ではシジミジル全員で作った曲という設定だったためそのことは伏せていた。[21]竹内まりやはセルフカバーによるシングル「いのちの歌」を2012年1月25日にリリース、レコーディングには茉奈 佳奈もコーラスで参加した。[22] |
| 4   | 2009年 （平成21年） 2月18日 | いのちの歌 feat.シジミジル                  | Miyabi         | 村松崇継                   | 前嶋康明                 | シジミジルバージョン だんだん第96話と同じアレンジ                                                                            | |
| 4   | 2009年 （平成21年） 2月18日 | 白い色は恋人の色 feat.シジミジル            | 北山修         | 加藤和彦                   | シジミジル、 新屋豊      | シジミジルバージョン ベッツィ&クリスのシングル（1969年10月）のカバー                                                         | |
| 5   | 2010年 （平成22年） 4月21日 | Mother                                      | Mother         | Mother                     | Mother                   | Mother | 発売元：ユニバーサルミュージック、オリコン49位 通常盤とDVD付きの初回盤が存在する |
| 5   | 2010年 （平成22年） 4月21日 |                                             | Mother         | 前田たかひろ               | 管野浩司 近藤充高        | 市川淳 | 日本テレビ「ジャック10」エンディングテーマ テレビ岩手「ねだらX」エンディングテーマ |
| 5   | 2010年 （平成22年） 4月21日 | 君をずっと忘れない                          | 荘野ジュリ     | 新屋豊                     | 新屋豊                   | | |
| 6   | 2011年 （平成23年） 2月23日 | 夢の画用紙                                  | 夢の画用紙     | 夢の画用紙                 | 夢の画用紙               | 夢の画用紙 | 発売元：ユニバーサルミュージック、オリコン98位 |
| 6   | 2011年 （平成23年） 2月23日 |                                             | 夢の画用紙     | 玉城千春 三倉茉奈 三倉佳奈 | 玉城千春                 | 石塚知生 | 作詞は1番を玉城千春、2番を茉奈 佳奈が担当。茉奈 佳奈初の作詞作品である。 日本テレビ「新型学問 はまる!ツボ学」3月エンディングテーマ |
| 6   | 2011年 （平成23年） 2月23日 | あの日の扉                                  | SATOMI         | 矢吹香那                   | 涌井啓一                 | | |
| 6   | 2011年 （平成23年） 2月23日 | こころの花 （アコースティック・バージョン） | ADYA           | 池宮創人                   | 新屋豊                   | | |

### アルバム
「茉奈 佳奈」名義
| No. | リリース                         | タイトル    | 発売元                    | 詳細 |
| --- | -------------------------------- | ----------- | ------------------------- | --- |
| 1   | 2009年 （平成21年） 1月14日      | ふたりうた  | ユニバーサル ミュージック | NHK連続テレビ小説『だんだん』の劇中で使用された楽曲を中心に、2007年末から2008年1月にかけて「茉奈 佳奈に歌ってほしい！あなたのリクエスト」として募集した結果の上位曲を収録したカバーアルバム。「赤いスイートピー」など14曲を収録。オリコン30位。 |
| 2   | 2009年 （平成21年） 8月12日      | ふたりうた2 | ユニバーサル ミュージック | カバーアルバムの第2弾。2009年4月に三倉佳奈のブログ「三倉さんちの次女ブログ」で公募された曲が中心となっている。「チェリー」など13曲を収録。オリコン26位。                                                                                        |
| 3   | 2010年 （平成22年） 3月31日      | ふたりうた3 | ユニバーサル ミュージック | カバーアルバムの第3弾。収録曲のテーマは「私たちが伝えたい曲、思い出の曲」[23]とのことである。「さくら（独唱）」など10曲を収録。オリコン60位。                                                                                                   |
| 4   | 2011年 （平成23年） 4月6日[注 2] | Sweet Home  | ユニバーサル ミュージック | 初のオリジナルアルバム。DVD付きの初回盤と通常盤が存在する。「2月のわた雪」から「夢の画用紙」まで（「Fighting Girl」を除く）シングル曲、ET-KINGのイトキンやWyolicaのso-toからの提供曲、茉奈、佳奈の作詞曲などを収録。オリコン108位。             |

その他
| No. | リリース                     | タイトル                                                  | 発売元                         | 詳細 |
| --- | ---------------------------- | --------------------------------------------------------- | ------------------------------ | --- |
| 1   | 2004年 （平成16年） 10月20日 | まるまるぜんぶちびまる子ちゃん                            | ポニーキャニオン               | テレビアニメ『ちびまる子ちゃん』の歴代オープニング&エンディングとキャラクターソングを収めたアルバム ManaKanaの「おどるポンポコリン」「じゃがバタコーンさん」「ちびまる子音頭」の3曲を収録 |
| 2   | 2008年 （平成20年） 12月24日 | NHK連続テレビ小説「だんだん」オリジナル・サウンドトラック | ユニバーサル ミュージック      | NHK連続テレビ小説「だんだん」使用曲を収めた2枚組のアルバム DISC1：村松崇継によるインストゥルメンタル36曲を収録 DISC2：劇中で活躍するストリートミュージシャン「チャコ」（六子）の4曲と「シジミジル」および「SJ」の5曲を収録 |
| 3   | 2009年 （平成21年） 3月25日  | オトナのアイのうた                                        | ユニバーサル ミュージック      | 時代の名曲を、世代を超えたアーティスト達がカヴァーしたコンピレーション・アルバム 9曲目に茉奈 佳奈の「待つわ」を収録 |
| 4   | 2009年 （平成21年） 12月16日 | 「Bad Friends」〜阿久悠トリビュート                       | ポニー キャニオン              | 阿久悠による数々の名曲のなかからデュエット曲をフォーカスし、交流のあるアーティスト同士がカヴァーしたトリビュート・アルバム 11曲目に茉奈 佳奈の「透明人間」を収録 |
| 5   | 2010年 （平成22年） 10月6日  | COVER RED 女が男を歌うとき                                | ユニバーサル ミュージック      | 女性アーティストが歌う男性アーティストの楽曲を集めた、性別を超えた斬新なカヴァー曲を集めたコンピレーション・アルバム 6曲目に茉奈 佳奈の「チェリー」を収録 |
| 6   | 2011年 （平成23年） 4月2日   | アイのうた〜東日本大震災チャリティ・アルバム              | ユニバーサル ミュージック      | 2011年3月11日に発生した東日本大震災で被災された方々を支援するための、ユニバーサル ミュージックに所属する邦楽アーティスト79組参加によるコンピレーション・アルバム iTunes Storeでの音楽配信限定で2011年4月2日〜9月30日の期間限定にて販売され、売上は義援金として日本赤十字社へ寄付される 66曲目に茉奈 佳奈の「いのちの歌」を収録 |
| 7   | 2011年 （平成23年） 11月9日  | Lovely Notes of Life〜ラヴリー・ノーツ・オブ・ライフ〜    | EMIミュージック ジャパン       | 作曲家・ピアニストの村松崇継と神戸のファッションブランドChestyとのコラボレーション・アルバム 4曲目に三倉茉奈の作詞・歌による「あいたい」を収録 |
| 8   | 2012年 （平成24年） 10月10日 | COVER RED 女が男を歌うとき 2 -WISH-                       | ユニバーサル ミュージック      | 女性アーティストが歌う男性アーティストの楽曲を集めた、性別を超えた斬新なカヴァー曲を集めたコンピレーション・アルバムの第2弾 7曲目に茉奈 佳奈の「上を向いて歩こう」を収録 |
| 9   | 2013年 （平成25年） 12月4日  | Mariya's Songbook                                         | ワーナーミュージック・ジャパン | 竹内まりやがデビュー35周年記念として、自身が提供した楽曲を選曲・監修したコンピレーション・アルバム Disc-1の12曲目に茉奈 佳奈の「いのちの歌」を収録 |

### PV
- おどるポンポコリン（1998年7月）
- じゃがバタコーンさん（1998年7月）
- ちびまる子音頭（1998年7月）
- 二月のわた雪（2007年1月）
- Fighting Girl（2007年9月）
- 泣いて笑って（2008年1月）
- secret base〜君がくれたもの〜（2009年1月）
- いのちの歌（2009年2月）
- Mother（2010年4月）
- 夢の画用紙（2011年2月）

## 出演

### 音楽番組
- 歌スタ!! 各界のど自慢ガチンコスペシャル（2006年2月18日、日本テレビ）
- 歌スタ!!（2006年5月1日、2006年5月8日、2006年10月2日、2006年10月9日、2006年12月11日、2007年3月12日、2009年7月6日、2009年8月10日、日本テレビ）
- うたばん（2007年2月1日、TBS）
- 大阪発疾走ステージ WEST WIND （2007年9月23日、2008年2月24日、2008年11月23日、2009年3月22日、NHK）
- MUSIC JAPAN （2009年3月13日、NHK）
- 第15回家族で選ぶにっぽんの歌 （2009年3月24日、NHK）
- BS日本のうた （2009年5月17日、2009年9月13日、NHK BS2）
- 金曜バラエティー （2009年5月22日、2010年5月14日、2011年3月11日、NHK）
- 音の素 （2009年6月18日、日本テレビ）
- ディズニー・オン・クラシック スペシャル （2009年9月23日、テレビ東京）
- あなたの街で夢コンサート （2009年9月25日、NHK BS2）
- 題名のない音楽会 （2009年12月27日、テレビ朝日）
- 歌の楽園 （2010年5月16日、2010年6月13日、2010年6月20日、2010年6月27日、2010年7月4日、2010年7月11日、2010年7月18日、2010年8月8日、2010年8月15日、2010年8月29日、2010年9月5日、2010年9月12日、2010年9月19日、2010年10月31日、2010年11月7日、2010年12月5日、2011年1月9日、2011年1月23日、2011年2月6日、2011年2月20日、2011年3月6日、2011年3月20日、2011年3月27日、テレビ東京）
- きよしとこの夜2010 歌ってタイムトラベル!（2010年8月11日、NHK）
- 懐かしの昭和メロディ（2011年1月14日、テレビ東京）
- 月曜プレミア! プレミア歌謡音楽会（2011年4月25日、テレビ東京）
- 昭和の歌人（うたびと）たち「作詞家　阿久悠〜“UFO”“舟唄”〜」（2012年1月29日、NHK BSプレミアム）
- 春祭り にっぽんの歌（2017年3月16日、テレビ東京）

### ライブ・コンサート
- マナカナはつらつライブ（1997年8月6日、於・梅田スカイビルステラホール。15:00開始と19:00開始の2回公演）
- クリスマス・スペシャルライブ「茉奈佳奈 in TOKYO MAIN DINING」（2007年12月22日、於・渋谷シダックスビレッジ1Fレストラン。共催:創成社）[6]
茉奈 佳奈初の公式ライブ。このライブでアンコールも初体験した。ファンの他、出演番組・映画などの関係者も多数参加・招待されており、本格的に芸能活動を開始するマナカナの披露宴の趣もあった。
- マナカナ卒業・トーク&ライブ（2008年1月11日、於・関西学院会館レセプションホール）
マナカナと同じゼミの学生が企画したチャリティイベント。マナカナは大学関係者などお世話になった方々へのお礼を主旨として出演したが、事実上マナカナの壮行会となった。学友からの心のこもったいくつものエールに2人とも涙が止まらなくなる場面もあるなどハートフルなイベントとなった。
- だんだんトーク&ライブ in ひらた（2009年3月8日、於・出雲市立文化館プラタナスホール）
平田商工会議所青年部が主催したイベント。茉奈佳奈の歌とトークが中心だが、双子たちからの花束贈呈、後方の観客数百名による人文字、竹内まりやからのサプライズメールなど手作り感満載で工夫を凝らしたイベントとなった。
- マナカナトーク&ライブ「ふたりうた」（2009年5月9日、於・春日井市民会館）
かすがい市民文化財団主催によるコンサート。前半はマナカナのみによるトーク＆ライブ、後半は朝の連続テレビ小説『だんだん』の劇中バンド「シジミジル」のメンバー、山田康太役の久保山知洋、坂下俊役の東島悠起を加えたトーク＆ライブとなった。また、サプライズゲストとして石橋友也役の山口翔悟が登場する予定だったが、山口がドラマ『ハンチョウ』（TBS）の収録と重なったため出演をキャンセルし、電話のみの出演となった。マナカナ初の有料コンサートとなった。
- 母に感謝のコンサート2009（2009年5月10日、於・大阪城ホール）
「いのちの歌」を作曲した村松崇継のピアノ伴奏で、約12,000人の観客を前に「赤いスイートピー」と「いのちの歌」の2曲を披露した。
- マナカナトーク＆ライブ「ふたりうた」（2009年5月24日、於・八日市文化芸術会館）
東近江市地域振興事業団の主催によるコンサート。新型インフルエンザの流行により開催が危ぶまれたが、立ち見席が発売されるほどの地元の期待感もあり、入場時に手を消毒する等の対策を加えた上で開催された。マスクを付けた観客も多かったが、拍手は大きく盛況のうちに終了した。
- 茉奈佳奈×京フィルコラボレーションコンサート「いのちの歌」（2009年6月6日、於・京都コンサートホール大ホール）
指揮：牧村邦彦、管弦楽：京都フィルハーモニー室内合奏団として開催したコラボレーションコンサート。音響施設の整った会場と京都フィルの演奏による歌唱は通常のコンサートにない響きをもたらした。京フィル演奏によるマナカナの歌唱、京フィルのみによる演奏のほか、京フィルの演奏をバックに茉奈のトランペット、佳奈のテナーサックスも披露する場面もあった。
- MANA KANAトーク&コンサートショー（2009年7月4日、於・いなべ市北勢市民会館）
いなべ市芸術文化協会主催によるコンサート。比較的おとなしい観客が多かったため序盤は盛り上がりが心配されたが、暖かい声援の中で終了した。なおこのコンサートでは、初めてたま子専用のスタンドマイクが用意された。
- マナカナトーク＆ライブ「ふたりうた」（2009年7月20日、於・たかいし市民文化会館アプラ大ホール）
カラオケではない、茉奈佳奈バンド（畑中誇太朗(Dr)、金川凡洋(B)、本田英絵(Key)、古賀和憲(Gt)）の生演奏による初のライブとなった。シジミジルの久保山知洋と東島悠起がゲスト参加した。
- マナカナトーク＆ライブ「ふたりうた」（2009年8月9日、於・恵那文化センター・大ホール）
バンドメンバーにワライナキ・白井大輔(Gt)を加えてのライブ。「フレンズ」の間奏では佳奈のソプラノサックスのソロが初めて披露された。
- マナカナトーク＆ライブ「ふたりうた」（2009年8月19日、於・隠岐島文化会館・大ホール）
連続テレビ小説『だんだん』のロケ地となった隠岐でのライブ。地元の保育園児と共演した。シジミジルの久保山知洋と東島悠起がサプライズゲストとして参加。
- 朝日新聞LIVE in EXPO'70「風に吹かれて2009」（2009年9月12日、於・万博公園もみじ川芝生広場）
雨の中の野外ライブとなったが、他の出演者に交じって「いのちの歌」など3曲を披露した。連続テレビ小説『だんだん』で共演した吉田栄作がシークレットゲストとして出演した。
- 茉奈佳奈スペシャルコンサート「いのちの歌」（2009年9月20日、於・Bunkamuraオーチャードホール）
初めての東京での本格的なコンサートとなった。連続テレビ小説『だんだん』の音楽を担当したコンポーザーピアニスト村松崇継、シジミジルの久保山知洋・東島悠起と山口翔悟がゲスト参加した。
- LIVE 春・歌・集・燈（2010年3月22日、於・NHK大阪ホール）
村松崇継のピアノ伴奏で、初披露となるニューシングル「Mother」を含む4曲を披露した。
- 茉奈 佳奈 1st LIVE TOUR「ふたりうた2010」〜はじめてツアーやります!!〜（2010年6月12日 於・福生市民会館、6月18日 於・Zepp名古屋、6月20日 於・Zepp福岡、7月3日 於・京都MUSE、7月5日 於・赤坂BLITZ、7月10日 於・大阪シアターBRAVA!、7月11日 於・広島CLUB QUATTRO、7月19日 於・大社文化プレイスうらら館だんだんホール）
初めての全国ツアーを8都市で開催。サポートのバンドメンバーは小島英雄(Dr)、鈴木けいこ(Key)、古賀和憲(Gt)、金川凡洋(B)。このツアーで初めて佳奈のギター演奏が披露され「さくら（独唱）」を茉奈と一緒に弾き語りした。（茉奈はギタロー、佳奈はギタ子で演奏。）赤坂BLITZでのライブにはスペシャルゲストとして村松崇継(Pf)が出演し、自身が作曲した「いのちの歌」など3曲で共演した。
- 朝日新聞LIVE in EXPO'70「風に吹かれて2010」（2010年9月11日、於・万博公園もみじ川芝生広場）
ピアノと弦楽四重奏の伴奏で「いのちの歌」「Mother」「未来へ」の3曲を披露、「未来へ」ではKiroroの玉城千春と共演した。
- 茉奈 佳奈トーク＆ライブ（2010年10月11日、於・岐阜市民会館）
ピアノ（鈴木けいこ）とチェロ（原口梓）という珍しいコンビネーションの伴奏によるアコースティックライブとなった。
- 茉奈・佳奈×京フィルコラボレーションコンサート「Sweet Home〜絆〜」（2011年9月1日 於・和歌山市民会館大ホール、9月2日 於・上冨田文化会館文化ホール、指揮：中井章徳、管弦楽：京都フィルハーモニー室内合奏団）
2009年6月以来となるコラボレーションコンサート。京フィルの伴奏によりオリジナル曲・カバー曲を披露、またトランペット（茉奈）・テナーサックス（佳奈）の演奏を披露する場面もあった。
- gravity × 茉奈 佳奈 Special Live（2012年3月30日-31日、於・CBGKシブゲキ!!、4月28日 於・HEP HALL）
gravity（シルビア・グラブ、林希）とのコラボライブ。ゲストはLotus Juice、junkie sista、MaEDA、松下洸平、木戸邑弥、川原一馬、坂口涼太郎他。
- gravity × 茉奈 佳奈 Special Live 2（2013年12月28日-29日、於・CBGKシブゲキ!!）
- 茉奈 佳奈LIVE2017「MKR〜めぐる〜」（2017年7月2日、於・Blues Alley Japan）
- gravity live vol.8「Alpha+」（2018年3月24日、於・CBGKシブゲキ!!）